# Anaides parvulus
Anaides parvulus är en skalbaggsart som beskrevs av Federico Ocampo 2006. Anaides parvulus ingår i släktet Anaides och familjen Hybosoridae. Inga underarter finns listade i Catalogue of Life.